# 新徳寺 (春日井市)

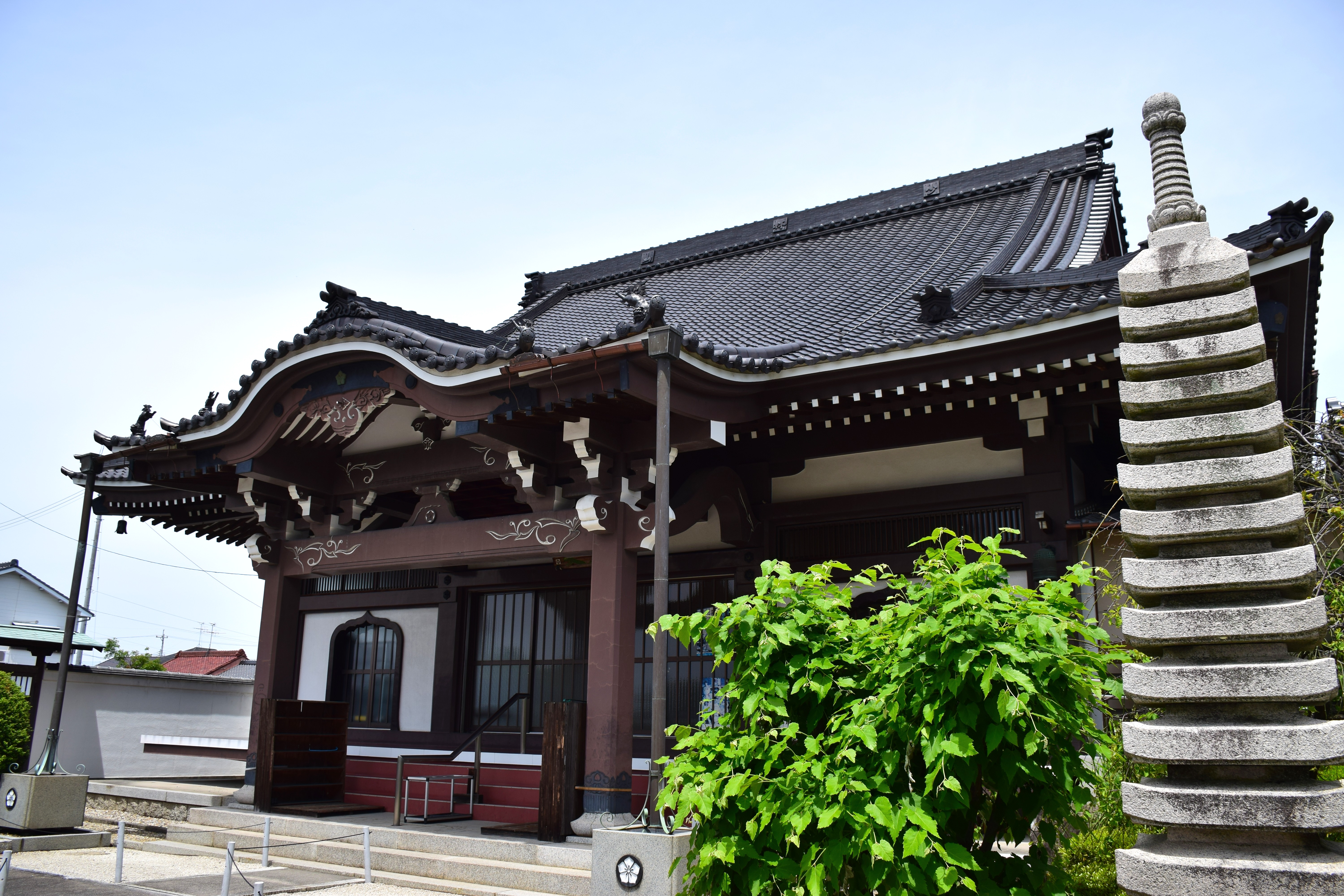
本堂

新徳寺（しんとくじ）は、愛知県春日井市にある寺院。山号は少林山。本尊は千手観音。

## 概要
元々は高格の寺院である。
現在はNPO法人の空手道場である松濤連盟の春日井支部でもある。
私設の緊急避難場を有しており、災害発生時の地域の防災拠点ともなる。
明治時代から昭和初期にかけて蚕卵の量産に成功した河田悦次郎が埋葬されている。

## 歴史
徳川義直が鷹狩りの都度立ち寄り、弁当を食べていたという伝承があるが、が、検証が必要である。。

## 文化財
春日井市指定文化財
以下、1968年（昭和43年）11月1日指定。
- 達磨画像
- 寒山拾得
- 庚申像附厨子
- 経机

## 所在地
- 愛知県春日井市上田楽町1897

## 交通手段
- 名鉄バス：勝川駅発小牧駅行きに乗車、「上田楽町北」バス停下車。
- 名鉄バス：勝川駅発春日井市民病院行きに乗車、「上田楽町北」バス停下車。
- 名鉄バス：春日井駅発大草行きに乗車、「上田楽町北」バス停下車。
- こまき巡回バス：桃花台線小牧駅発桃花台センター上行きに乗車、「上田楽」バス停下車。

## 周辺
- 林昌院
- 長福寺
- 伊多波刀神社
- EQVO!上田楽店
- どんどん庵上田楽店
- 春日井市立鷹来小学校